# Zalalövő
Zalalövő é uma cidade da Hungria, situada no condado de Zala. Tem 52,64 km² de área e sua população em 2019 foi estimada em 3.027 habitantes.